# 洛德里諾 (提契諾州)

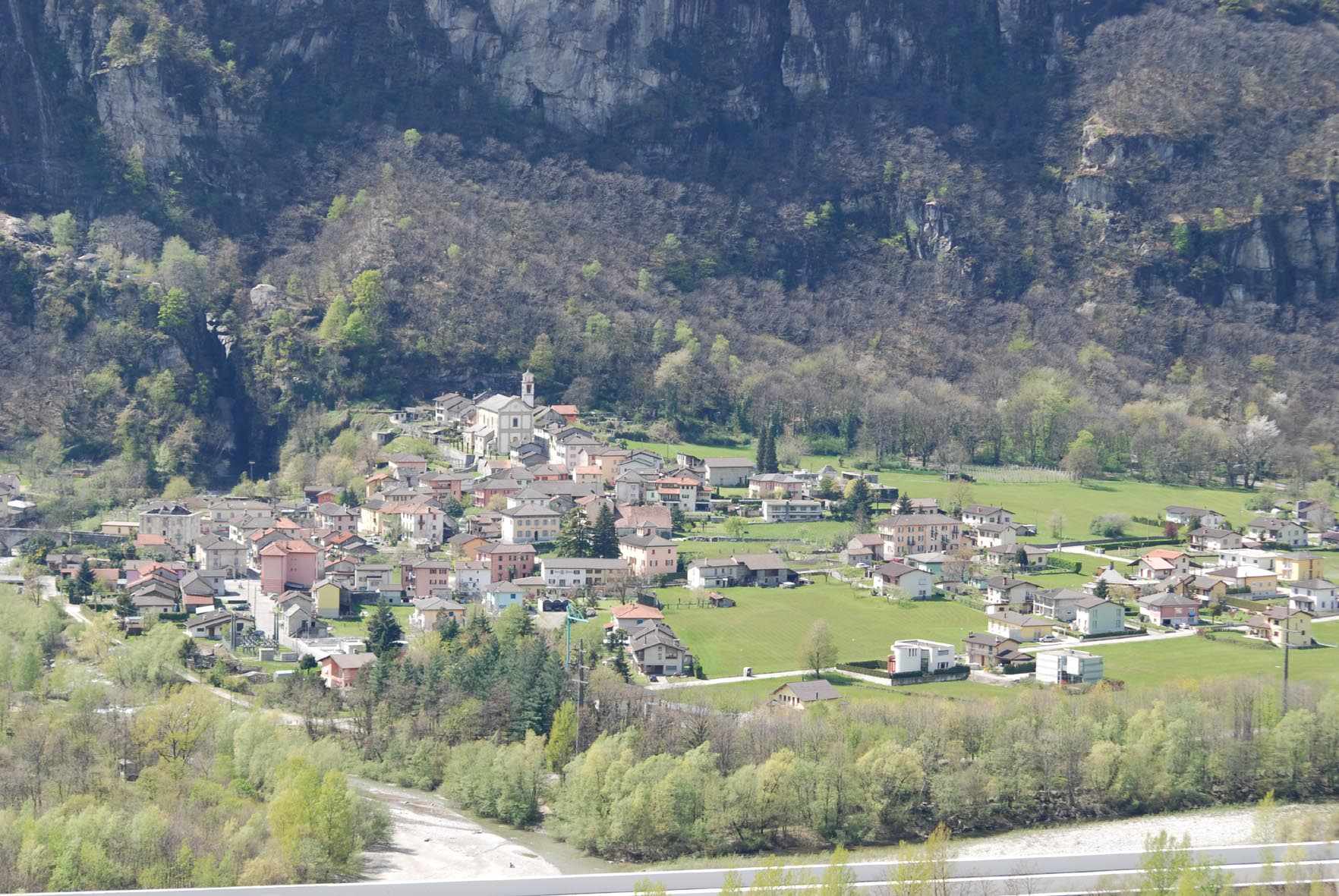

洛德里諾是瑞士的城鎮，位於該國南部，由提契諾州負責管轄，面積31.5平方公里，海拔高度269米，八成半人口信奉羅馬天主教，2011年人口1,674，人口密度每平方公里53人。